# Западен Съсекс
 Тази статия е за административното графство.  За историческото графство вижте Съсекс.  
Западен Съсекс (на английски: West Sussex) е административно неметрополно церемониално графство в регион Югоизточна Англия. Столицата е Чичестър, а най-големият град е Уърдинг. С население от 776,3 хиляди души заема 27-о място сред церемониалните графства и 9-о – сред неметрополните графства по данни от 2007 г.